# Bunnefjord
Der Bunnefjord ist ein etwa 20 km langer Fjord in Südostnorwegen, der den innersten und östlichsten Teil des Oslofjords bildet. Er erstreckt sich von Oslo nach Süden und ist vom Hauptarm des Oslofjords durch die Halbinsel Nesodden im Westen getrennt.
An den Fjord grenzen die Kommunen Oslo im Nordosten, Nordre Follo im Osten, Ås im Südosten, Frogn im Südwesten und Nesodden im Westen. Die vier letztgenannten sind Teil des Fylke (Provinz) Akershus.

Sprungturm am Ingierstrand Bad

Im Norden ist der Fjord ziemlich breit und tief, im Süden schmaler und flach. Die größte Tiefe hat er mit etwa 160 m vor Ingierstrand.
Im nördlichen Teil des Bunnefjords liegen mehrere Inseln, von denen Ormøya, Malmøya und Ulvøya bewohnt sind. Am östlichen Ufer, etwa 15 km südlich des Stadtzentrums von Oslo, liegt das beliebte Strandbad Ingierstrand Bad; allerdings hat das Wasser im Bunnefjord eine sehr lange Verweilzeit, was sich negativ auf die Wasserqualität auswirkt.